# وحمة الخلية البالونية
وحمة الخلية البالونية(بالإنجليزية: Balloon cell nevus)‏ هي وحمة حميدة  تشبه وحمة الخلايا الصباغية .  تتميز بوجود خلايا صباغية منتفخة و شاحبة ومتعددة السطوح ، لها سيتوبلازم شاحب ونواة مركزية.  تختلف عن سرطان الخلايا البالونية  التي لها نواة أكبر . تشبه و حمة الخلايا البالونية الورم الميلانيني من حيث التركيب.
تم وصفها لأول مرة بواسطة العالم Judalaewitsch في عام 1901. 

## أنظر أيضا
- الورم الكاذب
- مرض جلدي